# Marseilles-lès-Aubigny

Marseilles-lès-Aubigny este o comună în departamentul Cher, Franța. În 1 ianuarie 2022 avea o populație de 647 de locuitori.